# 同光
同光（923年四月—926年6月11日）是后唐开国皇帝李存勗的年号，也是李存勗使用过的唯一的一个年号。计时4年。闽太祖王審知用此年号（923年四月—925年）；荆南武信王高季兴亦用此年号（923年三月—926年四月）。
清代的同治、光緒兩朝，亦常被合稱為同光，如同光體、同光中興。

## 改元
- 天祐二十年——四月二十五日，李存勗稱帝，建立後唐，改元同光元年。[4][5][6]
- 同光四年——四月初一，後唐莊宗去世。四月廿八·甲寅（926年6月11日），後唐明宗即位，改元天成元年。[7][8][9]

## 大事记
- 同光元年——李存勗滅後梁，建立後唐。
- 同光三年——前蜀灭亡。
- 同光三年——耶律阿保机亲征渤海国。
- 同光三年——王延翰继承闽国君位。
- 同光四年——伶人郭從謙發動兵變，打進宮城，焚興教門。

## 逝世
- 同光三年——王審知，闽国国王

## 纪年對照表
| 同光 | 元年  | 二年  | 三年  | 四年  |
| ---- | ----- | ----- | ----- | ----- |
| 公元 | 923年 | 924年 | 925年 | 926年 |
| 干支 | 癸未  | 甲申  | 乙酉  | 丙戌  |

## 同期存在的其他政权年号
- 中國
  - 龙德（921年－923年）：後梁—朱友貞之年號
  - 天祐（907年－924年）：岐国—李茂貞尊奉之年號
  - 顺义（921年－927年）：吴国楊溥之年号
  - 宝大（924年－925年）：吳越—錢鏐之年号
  - 宝正（926年－931年）：吳越—錢鏐之年號
  - 乾德（918年－925年）：前蜀—王衍之年号
  - 咸康（925年）：前蜀—王衍之年號
  - 乾亨（917年－925年）：南汉—劉龑之年号
  - 白龍（925年－928年）：南漢—劉龑之年號
  - 天赞（922年－926年）：契丹—耶律阿保機之年号
  - 天显（926年－938年）：契丹—耶律阿保機、耶律德光之年號
  - 甘露（926年－936年）：東丹—耶律倍之年號
  - 貞祐（921年－924年）：大長和—鄭仁旻之年號
  - 初曆（925年－926年）：大長和—鄭仁旻之年號
  - 同慶（912年－966年）：于闐—尉遲烏僧波之年號
- 朝鮮半島
  - 天授（918年－933年）：高麗—高麗太祖王建之年號
- 日本
  - 延長（923年－931年）：醍醐天皇之年号

## 深入閱讀
- 李崇智. . 北京: 中華書局. 2004年12月. ISBN 7101025129.
- 鄧洪波. . 臺北: 國立臺灣大學東亞經典與文化研究計劃. 2005年3月  [2022-01-03]. ISBN 9789860005189. （原始内容 (pdf)存档于2007-08-25）.

## 參看
- 中國年號索引

| 前一年號： 晋：天祐 后梁：龙德 | 后唐年号 | 下一年號： 天成 |

| 前一年號： 龙德 | 闽年号 | 下一年號： 天成 |

| 前一年號： -- | 荆南年号 | 下一年號： 天成 |